# 루 콜리어
루이스 키이스 콜리어(Louis Keith Collier, 1973년 8월 21일 ~ )은 KBO 리그 LG 트윈스, 한화 이글스의 외국인 선수이다.

## 선수 시절

### MLB 시절
8시즌 통산 315경기에 출전하였다.

### KBO 시절
2005년 LG 트윈스에 입단해 시즌 초반 활약하다가 6월에 부상을 당하면서 내리막길을 걸었다. 후반에 다시 활약하며 110경기 타율 0.303 15홈런 61타점 19도루를 기록하였다. 17경기 연속 안타를 치면서 루이스 히메네스가 18경기 연속 안타를 치기전 LG 외국인 선수 최다 연속 경기 안타 기록을 가지고 있다.
2006년 한화 이글스에 입단해 93경기 타율 0.271 7홈런 25타점 6도루를 기록하였다. 2루수로 나가다가 외야수로도 출전하였다. 그해 준플레이오프 1차전에서 한기주를 상대로 끝내기 희생플라이를 쳐서 팀을 승리로 이끌었다.

## 지도자 시절
2023년 월드 베이스볼 클래식에서 미국 야구 국가대표팀 1루 코치를 맡았다.